# Rasmus Tjørstad
Rasmus Tjørstad (ur. 5 marca 1990) – norweski zapaśnik walczący w stylu klasycznym. Zajął 30. miejsce na mistrzostwach świata w 2014. Trzynasty na mistrzostwach Europy w 2014. Dziesiąty na Igrzyskach europejskich w 2015. Zdobył dwa medale na mistrzostwach nordyckich w latach 2008–2014.